# Eugene A. Harlan
| (3712) Kraft | 22 décembre 1984 |

Eugne A. Harlan, né à Campbell en Californie en 1921 et décédé le 29 mars 2014, est un astronome américain.

## Biographie
Le Centre des planètes mineures le crédite de la découverte de deux astéroïdes, effectuée entre 1980 et 1984, dont une avec la collaboration d'Arnold R. Klemola.
Il a par ailleurs découvert la comète non périodique C/1976 J1 Harlan.